# Fontaine Montaut
La fontaine Montaut est une fontaine située dans la commune de Tarbes, département français des Hautes-Pyrénées.

## Localisation
La fontaine est située sur la place Montaut dans le quartier du centre-ville (Tarbes-2), au nord de la halle métallique (halle Marcadieu), sur un emmarchement de pavé.

## Description
Aujourd’hui située sur la place Montaut qui était l'ancienne place des Balais (nommée ainsi autrefois parce qu’on y vendait ce produit les jours de marchés), la fontaine Montaut est proche de l’emplacement historique du moulin des Comtes de Bigorre.
Elle est construite en calcaire de la région de Lourdes que l'on appelle communément « pierre de Lourdes », elle est constituée d'une colonne située au centre d'un bassin circulaire ; qui porte le blason de Tarbes et a été sculpté par Henri Nelli, tandis que les têtes de lions formant une couronne autour du bassin intérieur qui lancent des jets d’eau ont été taillés par Edmond Desca.

## Historique
Elle doit son nom à Pierre Montaut qui en 1871 lègue à la ville de Tarbes une somme importante pour la construction de cette fontaine.
À l'origine elle devait siéger au centre de la place Marcadieu mais la construction de la fontaine des quatre vallées à sa place la relègue en face de la rue du Portail-d'Avant sur la place aux Balais.
C'est la plus ancienne fontaine de Tarbes qui fut sculptée par Henri Nelli de 1873 à 1874.

## Galerie d'images

Sélection de vues des torrents.
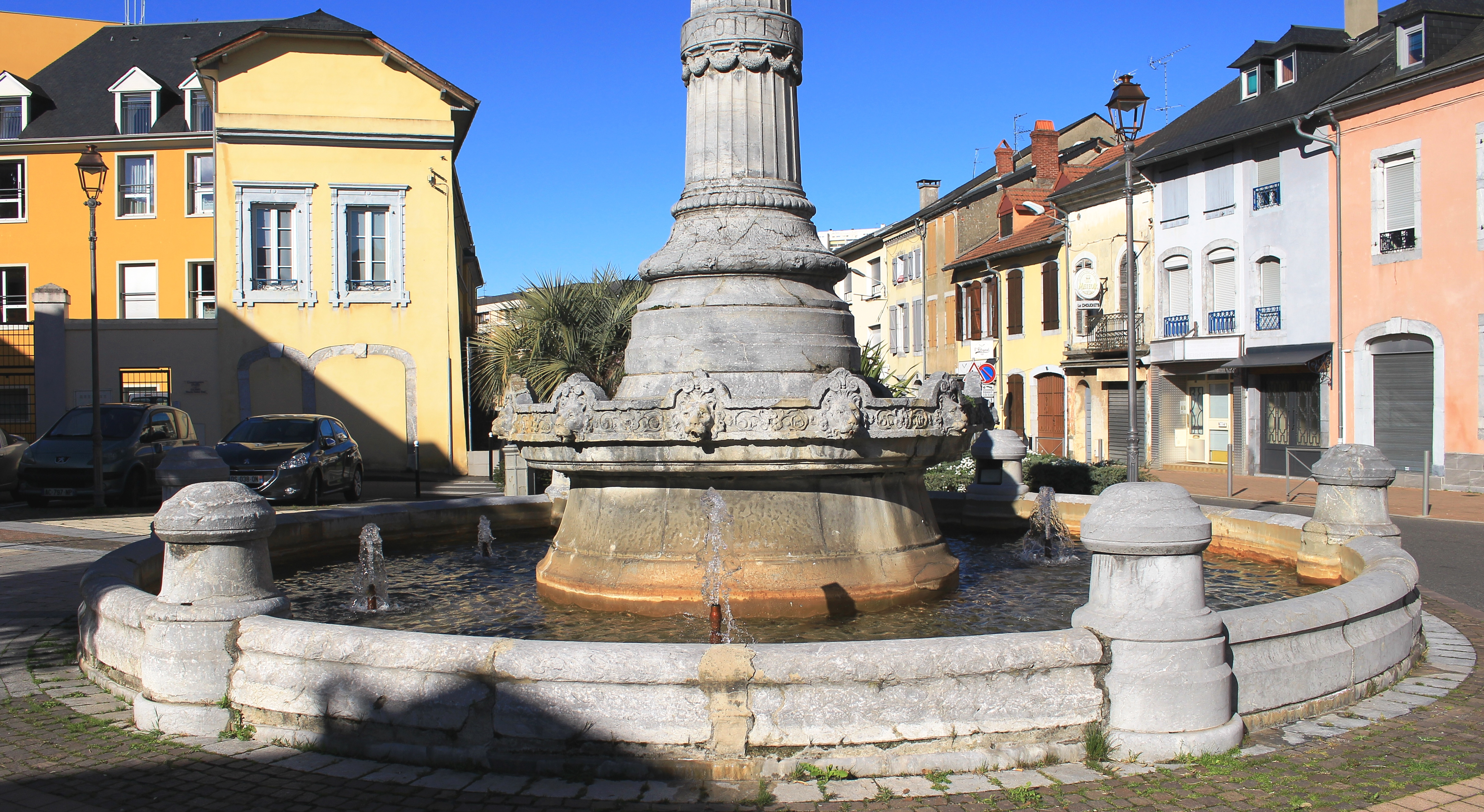
Le bassin.
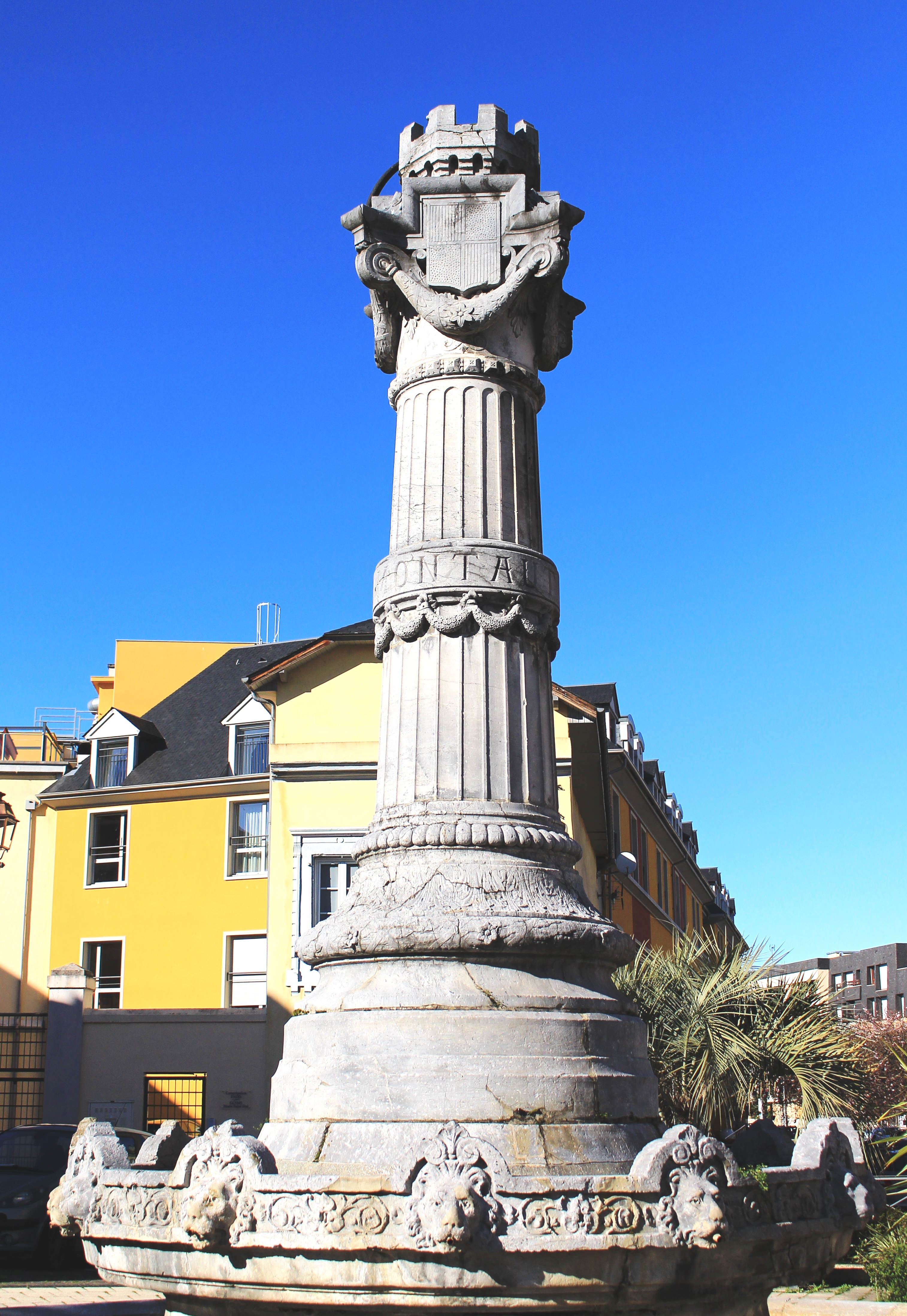
La colonne.
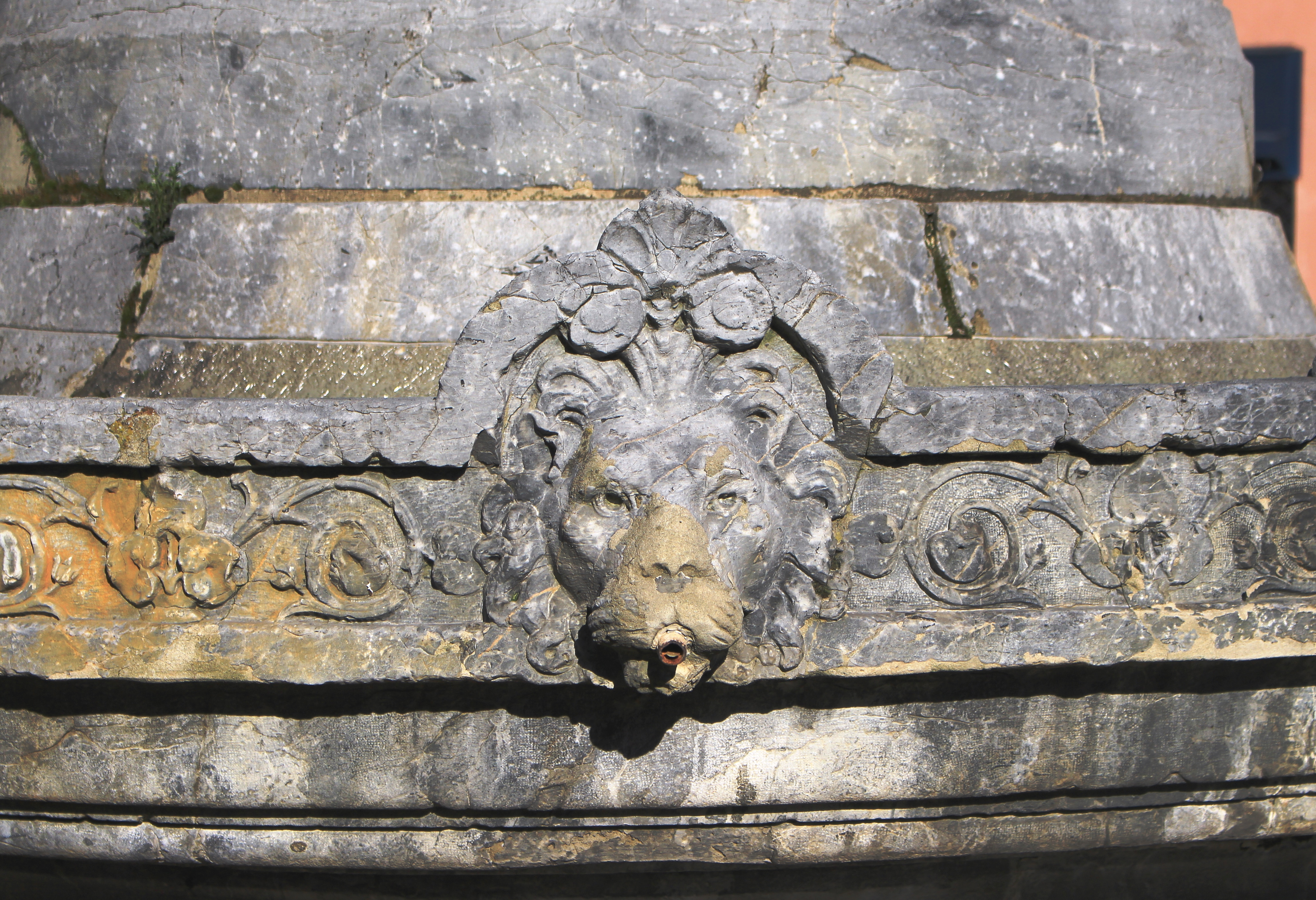
Une tête de lion.